# مراد هوساوي
مراد هوساوي (مواليد 3 يونيو 2001) هو لاعب كرة قدم سعودي يلعب حاليًا في نادي أحد.